# Anastasija Sevastova
Anastasija Sevastova (Liepāja, 1990. április 13. –) hivatásos lett teniszezőnő.
2006 áprilisától versenyzett a profik között, 2013 májusában vonult vissza folyamatos sérülések és betegségek miatt, majd 2016. januárban visszatért az aktív versenyzők közé. 2022 februárjában bejelentette, hogy bizonytalan ideig ismét felhagy a profi versenyzéssel, és lehet, hogy ez végleges lesz. 2024-ben rövid ideig visszatért, majd egy újabb sérülést követően 14 hónapos szünet után 2025-ben lépett újra pályára.
Egyéniben négyszer győzött WTA-tornán, ezen kívül 13 egyéni és négy páros ITF-tornagyőzelemmel rendelkezik. 2005–2010 között tíz alkalommal szerepelt Lettország Fed-kupa-csapatában.
Grand Slam-tornákon egyéniben a legjobb eredménye az elődöntő amelyig a 2018-as US Openen jutott. Párosban a legjobb eredménye a negyeddöntő, amelyig szintén a 2018-as US Openen jutott. A világranglistán a legjobb helyezése egyéniben a 11. hely, amelyet 2018. október 15-én ért el, párosban legjobbjaként az 56. helyig jutott 2018. december 17-én.

## Pályafutása

### Első évek
Négyévesen kezdett el teniszezni, de tizenöt éves koráig csak hobbiból űzte a játékot. 2006 áprilisában vett részt élete első felnőtt ITF-tornáján, s már ekkortól profiként versenyzett. Első WTA-tornáján 2007 májusában indult el Isztambulban, ahol a selejtezőből rögtön fel is jutott a főtáblára. Az első körben először győzött le egy Top 100-as játékost, a fehérorosz Nasztasszja Jakimavát, a második fordulóban azonban háromszettes vereséget szenvedett az ötödik kiemelt Aljona Bondarenkótól. 2008-ban próbálkozott először egy Grand Slam-torna selejtezőjében, Wimbledonban, de nem sikerült mérkőzést nyernie.

### 2009
Az Australian Open selejtezőjében az első mérkőzésén vereséget szenvedett, így tovább kellett várnia első Grand Slam-főtáblájára, de csak néhány hónapot. A Roland Garroson ugyanis már összejött neki a bravúr, bár az első fordulóban búcsúzni kényszerült Czink Melindával szemben. Wimbledonban ugyanezt a teljesítményt ismételte meg, a főtábla első körében ezúttal Katerina Bondarenkótól kapott ki.
Főleg az ITF-tornákon elért jó eredményeknek köszönhetően augusztusban bekerült a legjobb százba a világranglistán, aminek következtében a US Openen már nem kellett selejteznie. Ezúttal sikerült is túljutnia az első körön (Tamarine Tanasugarnt győzte le), a második körben azonban nem bírt a hatodik kiemelt Szvetlana Kuznyecovával, s két szettben kikapott.
Következő tornáján, Kantonban érte el addigi legjobb eredményét, amikor két egymást követő meccsét sikerült megnyernie (a második körben az első kiemelt Anabel Medina Garriguest búcsúztatva), bejutva így a negyeddöntőbe, ahol azonban kikapott Alberta Briantitól.

### 2010

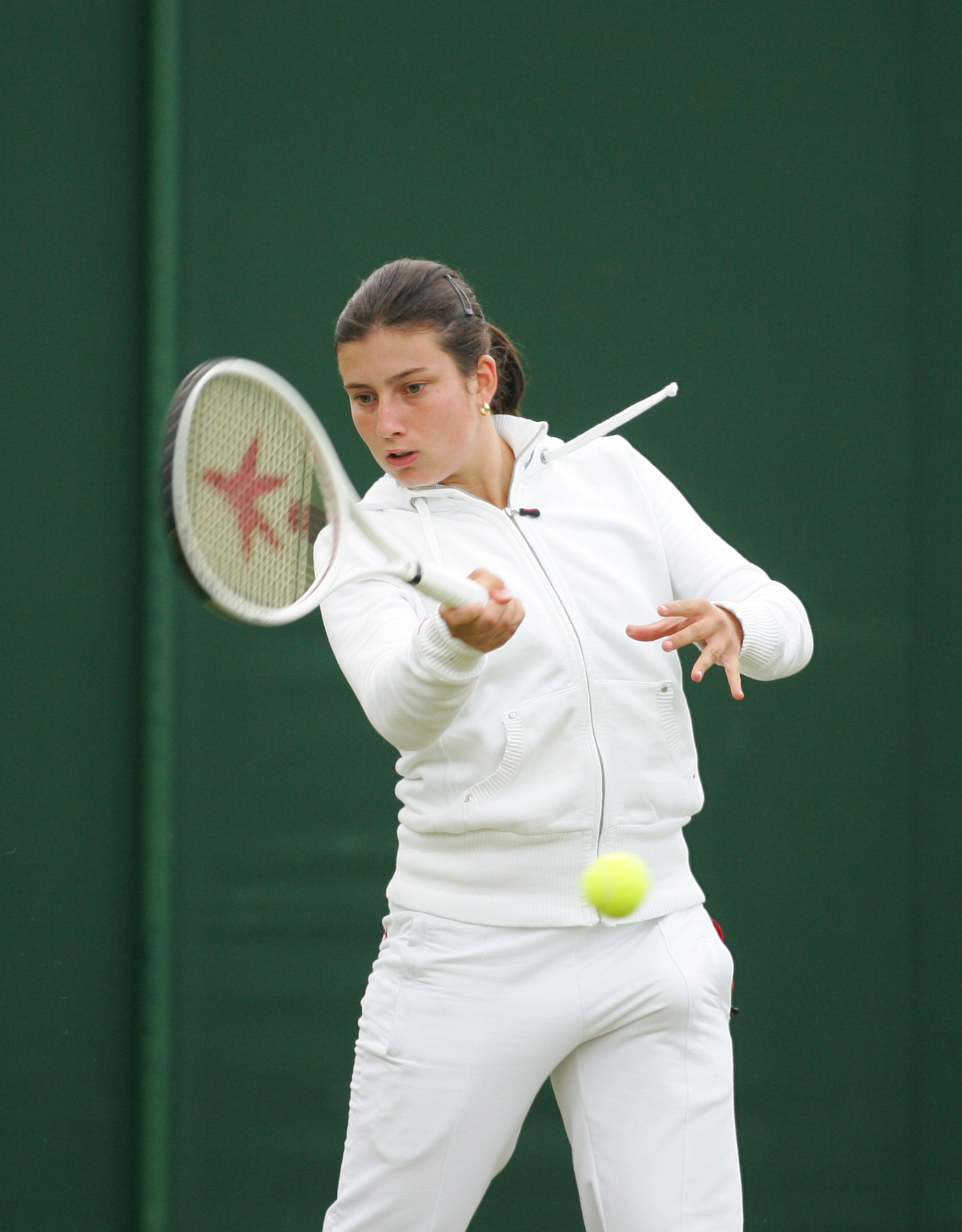
Sevastova 2010-ben

Először szerepelt az Australian Open főtábláján, de mérkőzést nem nyert, az első körben Anasztaszija Pavljucsenkova győzte le két szettben. Márciusban Monterreyben az első körben nagy meglepetésre legyőzte az első kiemelt Jelena Jankovićot, először egy top 10-es játékost a pályafutása során. Egészen az elődöntőig sikerült eljutnia, ahol ismét Pavljucsenkovától kapott ki.
Első Premier Mandatory versenyén, Indian Wellsben szintén viszonylagos sikert ért el azzal, hogy a harmadik körig jutott el, a második fordulóban a 24. kiemelt Ana Ivanovićot legyőzve.
A teljes áttörés végül májusban következett be, amikor Estorilban megnyerte karrierje első WTA-tornáját. Az első körben kiejtette az első kiemelt Szávay Ágnest, az elődöntőben pedig egy újabb kiemeltet, a kínai Peng Suajt múlta felül. A döntőben végül Arantxa Parra Santonját győzte le 6–2, 7–5-re.
A Roland Garroson és Wimbledonban nem kísérte hasonló szerencse a játékát, mindkétszer már az első fordulóban kikapott a svéd Johanna Larssontól, illetve Justine Henintől. A US Openen egy meccset sikerült nyernie (Regina Kulikova ellen), a második körben azonban – épp, mint egy évvel korábban – vereséget szenvedett Szvetlana Kuznyecovától.
Októberben újabb feltűnő eredményt ért el Pekingben, miután a selejtezőből feljutva az első körben ismét legyőzött egy Top 10-es játékost, ezúttal a negyedik kiemelt Samantha Stosurt. A bravúr ekkor is lendületet adott számára, mert ezt követően Dominika Cibulkovát, majd a 13. kiemelt Nagyja Petrovát is kiejtette, s a negyeddöntőben csak a 9. kiemelt Li Na tudta őt megállítani két szettben. Ennek köszönhetően a szezon végét már a legjobb ötven között zárta a világranglistán.

### 2011
Az Australian Openen folytatta sikerszériáját, mivel szettveszteség nélkül jutott el a negyedik fordulóig (a második körben a 21. kiemelt Yanina Wickmayert búcsúztatta), ahol a világelső Caroline Wozniacki tudta csak legyőzni.
Előző évi egyik bravúrja színhelyén, Monterrey-ben ezúttal a negyeddöntőig jutott el, ahol a sors pikantériájaként az ekkor is első kiemelt Jelena Jankovićcsal került össze, s a szerb játékos ezúttal jobbnak bizonyult nála. Estorilban pedig már a nyitó meccsén kikapott Urszula Radwańskától, így nem sikerült megvédenie a címét.
A Roland Garroson és Wimbledonban ezúttal sem tudott győzni, mindkét alkalommal már az első körben búcsúzott, előbb Lucie Hradecká, majd Sabine Lisicki ellenében. Dallasban a negyeddöntőig sikerült eljutnia, Irina-Camelia Begutól kapott ki két szettben.
A nyár folyamán bokasérüléssel bajlódott, ezért a budapesti, a Bad Gastein-i, a stanfordi és a carlsbadi tornától is kénytelen volt visszalépni. A US Openen már az első körben kiesett, miután két játszmában vereséget szenvedett Vera Dusevinától.
Az év hátralevő részében még öt tornán indult el, amelyeken csupán három mérkőzést tudott megnyerni, egyet Taskentben, kettőt pedig Luxembourgban. Utóbbi verseny negyeddöntőjében ismét sérülés, ezúttal csípőfájdalom miatt adta fel a Julia Görges elleni mérkőzését az első játszmában. A sok sérülés miatt év végére visszaesett a 94. helyre.

### 2012
2012-ben több hónapon át könyöksérüléssel bajlódott, ezért csak április végén, az estorili torna selejtezőjében lépett pályára először, s az első mérkőzésén vereséget szenvedett. Ezt követően inkább ITF-versenyeken indult el, legközelebbi WTA-versenye a starsbourgi torna volt, ahol a selejtezőből feljutott a főtáblára, ott azonban hátsérülés miatt három játék elvesztése után kénytelen volt feladni a mérkőzését Babos Tímea ellen. Szintén sérülés miatt nem tudta befejezni a Bad Gastein-i verseny selejtezőjének második körös mérkőzését. A US Open selejtezőjében a harmadik körig jutott. A szezont a 181. helyen zárta.

### 2013
Aucklandben versenyzett először az esztendő során, a selejtezőből feljutott a főtáblára, ott viszont vereséget szenvedett Julia Görgestől. Az Australian Openen szintén a kvalifikációval próbálkozott, de nem tudott meccset nyerni. Pattajában ismét kiharcolta a főtáblára jutást, s egészen a negyeddöntőig jutott, ahol Sorana Cîrsteától kapott ki két játszmában. Ezt követően februárban és márciusban még összesen öt tornán indult el, de ezek közül csak a bogotai verseny selejtezőjében tudott megnyerni két mérkőzést, amivel nem jutott fel a főtáblára. Újabb többhetes kihagyást követően májusban bejelentette, hogy folyamatos betegségei és sérülései miatt visszavonul az aktív versenyzéstől.

### 2015–2022
2015-ben visszatért, és a 2016-os, valamint a 2017-es US Openen is a negyeddöntőig jutott, majd  2018-ban már elődöntős volt és döntőt játszott a China Openen. 2018-ban érte el legjobb világranglista helyezését, amikor a 11. helyre került. 2022 februárjában bejelentette, hogy határozatlan ideig szünetelteti a profi tornákon versenyzést.

### 2024-től
2024 februárjában tért vissza szülési szabadságáról, majd ez év márciusában ismét megsérült. 14 hónapos kihagyás után 2025-ben ismét pályára lépett.

## WTA-döntői

### Egyéni

#### Győzelmei (4)
| Összesítés           |                        |
| Grand Slam-torna (0) |                        |
| Tier I (0)           | Premier Mandatory* (0) |
| Tier II (0)          | Premier Five* (0)      |
| Tier III (0)         | Premier* (0)           |
| Tier IV (0)          | International* (4)     |
| Tier V (0)           | Challenger* (0)        |

* 2009-től megváltozott a tornák rendszere. Challenger tornákat 2012-től rendeznek.
 Az egymás mellett azonos színnel jelölt tornatípusok között nincs teljes mértékű megfelelés.
|    | Dátum            | Torna                        | Borítás | Ellenfél a döntőben    | Döntő eredménye |
| 1. | 2010. május 8.   | Estoril Open, Estoril        | Salak   | Arantxa Parra Santonja | 6–2, 7–5        |
| 2. | 2017. június 25. | Mallorca Open, Mallorca      | Fű      | Julia Görges           | 6–4, 3–6, 6–3   |
| 3. | 2018. július 22. | BRD Bucharest Open, Bukarest | Salak   | Petra Martić           | 7–6(4), 6–2     |
| 4. | 2019. július 28. | Baltic Open, Jūrmala         | Salak   | Katarzyna Kawa         | 3–6, 7–5, 6–4   |

#### Elveszített döntői (4)
|    | Dátum            | Torna                        | Borítás | Ellenfél a döntőben | Döntő eredménye |
| 1. | 2016. június 19. | Mallorca Open, Mallorca      | Fű      | Caroline Garcia     | 3–6, 4–6        |
| 2. | 2016. július 17. | BRD Bucharest Open, Bukarest | salak   | Simona Halep        | 0–6, 0–6        |
| 3. | 2018. június 24. | Mallorca Open, Mallorca      | Fű      | Tatjana Maria       | 4–6, 5–7        |
| 4. | 2018. október 7. | China Open, Peking           | Kemény  | Caroline Wozniacki  | 3–6, 3–6        |

### Páros

#### Elveszített döntői (1)
| No. | Dátum            | Helyszín                               | Borítás | Partner         | Ellenfél a döntőben           | Eredmény a döntőben |
| 1.  | 2017. június 25. | Mallorca Open, Mallorca, Spanyolország | Fű      | Jelena Janković | Csan Jung-zsan Martina Hingis | játék nélkül        |

## Eredményei Grand Slam-tornákon

### Egyéni
| Grand Slam | Australian Open | Australian Open   | Roland Garros | Roland Garros       | Wimbledon | Wimbledon          | US Open     | US Open            |
| Év         | Eredmény        | Utolsó ellenfél   | Eredmény      | Utolsó ellenfél     | Eredmény  | Utolsó ellenfél    | Eredmény    | Utolsó ellenfél    |
| 2008       | –               | –                 | –             | –                   | Selejtező | Selejtező          | –           | –                  |
| 2009       | Selejtező       | Selejtező         | 1. kör        | Czink Melinda       | 1. kör    | K. Bondarenko      | 2. kör      | Sz. Kuznyecova     |
| 2010       | 1. kör          | A. Pavljucsenkova | 1. kör        | J. Larsson          | 1. kör    | Justine Henin      | 2. kör      | Sz. Kuznyecova     |
| 2011       | 4. kör          | C. Wozniacki      | 1. kör        | Lucie Hradecká      | 1. kör    | Sabine Lisicki     | 1. kör      | Vera Dusevina      |
| 2012       | –               | –                 | –             | –                   | –         | –                  | –           | –                  |
| 2013       | –               | –                 | –             | –                   | –         | –                  | –           | –                  |
| 2014       | –               | –                 | –             | –                   | –         | –                  | –           | –                  |
| 2015       | –               | –                 | –             | –                   | –         | –                  | Selejtező   | Selejtező          |
| 2016       | 2. kör          | Ana Ivanović      | 2. kör        | Karin Knapp         | 1. kör    | F Schiavone        | Negyeddöntő | Caroline Wozniacki |
| 2017       | 3. kör          | Garbiñe Muguruza  | 3. kör        | Petra Martić        | 2. kör    | Heather Watson     | Negyeddöntő | Sloane Stephens    |
| 2018       | 2. kör          | Marija Sarapova   | 1. kör        | M Duque Mariño      | 1. kör    | Camila Giorgi      | Elődöntő    | Serena Williams    |
| 2019       | 4. kör          | Ószaka Naomi      | 4. kör        | Markéta Vondroušová | 2. kör    | Danielle Collins   | 3. kör      | Petra Martić       |
| 2020       | 1. kör          | Ajla Tomljanović  | –             | –                   | elmaradt  | elmaradt           | 2. kör      | Marta Kosztyuk     |
| 2021       | 1. kör          | Kaia Kanepi       | 1. kör        | Jennifer Brady      | 3. kör    | Barbora Krejčíková | 1. kör      | Kateřina Siniaková |
| 2022       | 1. kör          | Magda Linette     | –             | –                   | –         | –                  | –           | –                  |
| 2023-2024  | –               | –                 | –             | –                   | –         | –                  | –           | –                  |
| 2025       | –               | –                 | –             | –                   | 1. kör    | Jasmine Paolini    | –           | –                  |

### Párosban
| Grand Slam | Australian Open         | Australian Open                   | Roland Garros           | Roland Garros                        | Wimbledon               | Wimbledon                           | US Open                      | US Open                          |
| Év         | Eredmény Partner        | Utolsó ellenfél                   | Eredmény Partner        | Utolsó ellenfél                      | Eredmény Partner        | Utolsó ellenfél                     | Eredmény Partner             | Utolsó ellenfél                  |
| 2010       | 1. kör M Kondratyeva    | Virginie Razzano Yanina Wickmayer | 2. kör R Kulikova       | Csan Jung-zsan Cseng Csie            | 1. kör R Kulikova       | Elena Baltacha Olha Szavcsuk        | 1. kör Anne Keothavong       | Bacsinszky Tímea Tathiana Garbin |
| 2011       | 1. kör Sybille Bammer   | Andrea Hlaváčková Lucie Hradecká  | 1. kör Olha Szavcsuk    | Krumm Date K Csang Suaj              | 1. kör Olha Szavcsuk    | N Llagostera Vives A Parra Santonja | 2. kör Csang Suaj            | Sara Errani Roberta Vinci        |
| 2012−2015  | –                       | –                                 | –                       | –                                    | –                       | –                                   | –                            | –                                |
| 2016       | –                       | –                                 | –                       | –                                    | –                       | –                                   | 1. kör Çağla Büyükakçay      | Danka Kovinić Alicja Rosolska    |
| 2017       | 2. kör Annika Beck      | Caroline Garcia K Mladenovic      | 1. kör Mandy Minella    | Raluca Olaru Olha Szavcsuk           | 1. kör Mandy Minella    | İpek Soylu V Wongteanchai           | 2. kör Jelena Janković       | Csan Jung-zsan Martina Hingis    |
| 2018       | 2. kör J Alekszandrova  | Gabriela Dabrowski Hszü Ji-fan    | 1. kör Mandy Minella    | Nagyija Kicsenok Anastasia Rodionova | 1. kör Mandy Minella    | G García Pérez Stollár Fanny        | Negyeddöntő A Pavljucsenkova | Samantha Stosur Csang Suaj       |
| 2019       | 1. kör A Pavljucsenkova | Han Hszin-jün Darija Jurak        | 1. kör A Pavljucsenkova | J Alekszandrova Vera Zvonarjova      | –                       | –                                   | 3. kör A Pavljucsenkova      | Tuan Jing-jing Cseng Szaj-szaj   |
| 2020       | 1. kör Tatjana Maria    | Kirsten Flipkens Taylor Townsend  | –                       | –                                    | elmaradt                | elmaradt                            | –                            | –                                |
| 2021       | 1. kör A Pavljucsenkova | Hszü Ji-fan Jang Csao-hszüan      | –                       | –                                    | –                       | –                                   | 1. kör Polona Hercog         | Monica Niculescu E-G Ruse        |
| 2022       | –                       | –                                 | –                       | –                                    | –                       | –                                   | –                            | –                                |
| 2023       | –                       | –                                 | –                       | –                                    | –                       | –                                   | –                            | –                                |
| 2024       | –                       | –                                 | –                       | –                                    | –                       | –                                   | –                            | –                                |
| 2024       | –                       | –                                 | –                       | –                                    | 1. kör Yanina Wickmayer | Marta Kosztyuk Elena-Gabriela Ruse  |                              |                                  |

## Év végi világranglista-helyezései
| Év     | 2006 | 2007 | 2008 | 2009 | 2010 | 2011 | 2012 | 2013 | 2014 | 2015 | 2016 | 2017 | 2018 | 2019 | 2020 | 2021 | 2022 | 2023 | 2024 |
| Egyéni | 529. | 267. | 194. | 83.  | 45.  | 94.  | 181. | –    | –    | 110. | 35.  | 16.  | 12.  | 27.  | 54.  | 70.  | 677. | –    | 372. |
| Páros  | –    | –    | 472. | 238. | 208. | 341. | –    | –    | –    | 284. | 194. | 86.  | 57.  | 150. | 168. | 654. | –    | –    | –    |